# Kroshka Island
Kroshka Island (russisch Купол Крошка Kupol Kroschka, deutsch ‚Krümelkuppel‘, norwegisch Smuledomen) ist die kleinere zweier vereister Inseln im Fimbul-Schelfeis vor der Prinzessin-Martha-Küste des ostantarktischen Königin-Maud-Lands.
Sowjetische Wissenschaftler nahmen 1961 die erste Kartierung und die deskriptive Benennung vor. Letztere übertrug das Advisory Committee on Antarctic Names im Jahr 1970 in angepasster Form ins Englische.